# Transregio
Transregio fue una empresa de transporte público en la ciudad de Monterrey fundadi el 2 de junio de 1941.

## Historia[1]

### 1941
Con las concesiones de las rutas Dos Mercados, Colinas del Valle, San Pedro, la Flechita, La Exposición, La Fama y la Estrella, nacen las raíces de lo que más adelante sería el Grupo Empresarial Martínez Chavarría García.

### 1954
Se inicia el primer taller de la empresa, en las calles Reforma y Villagrán del centro de Monterrey.

### 1967
Inicia operaciones la Ruta 39 con el nombre de Líneas Urbanas del Noreste S.A. de C.V. (LUNSA)

### 1968
Se cuenta con un segundo taller, ubicado en la avenida Bernardo Reyes frente a lo que hoy es MARJA.

### 1972
Inicia la Ruta 35 1.er. y 2.º sectores.

### 1975
Fallece Don Juan B. Martínez, quien sienta los cimientos del Grupo Martínez Chavarría-García.

### 1977
Inicia el despegue de la integración del grupo bajo la dirección del Lic. Juan Antonio Martínez Chavarría y se logra incrementar el número de unidades.

### 1981
Inician operaciones la Ruta 21 y la Ruta 25.

### 1983
Inicia operaciones la Ruta 23.

### 1985
Inicia la Ruta 2 comenzando sus operaciones con el nombre de Camiones Urbanos de Monterrey S.A. de C.V. (CUMSA).

### 1988
Fallece el Lic. Juan Antonio Martínez Chavarría, fundador del grupo Empresarial Martínez Chavarría-García.

### 1989
Nace Partes Automotrices Marja, enfocada a satisfacer las necesidades propias en materia de refacciones y partes automotrices. Hoy está a disposición del público en general con partes y servicio.

### 1990
Se incorporan a la empresa la Ruta 35 y Ruta 38.

### 1992
Se crea la Inmobiliaria Esjar S.A. de C.V., encargada de realizar diversas obras en apoyo al crecimiento del grupo, además de incursionar con éxito en el mundo de la urbanización. También empiezan operaciones las Rutas 81 y 83 con el nombre de Transportes Urbanos del Sureste, S.A. (TUSSA)

### 1993
Otorgando el gobierno del estado el 13 de enero las concesiones de las Rutas 204, 206 (RUPERSA) y 215 (TUSSA), surgen las rutas periféricas. También se construye el centro recreativo de la empresa, mismo que lleva por nombre Doña Magdalena, en honor a la Sra. Magdalena García, Presidenta del Consejo de Administración.

### 1996
Se forma la empresa transportista para personal Servicio Especial Gema.

### 1999
Nace Regio Llanta, encargada de los procesos de renovación de neumáticos para el grupo y para el público transportista en general. Se adquieren las Rutas 7, 9, 10, 14, 64, 65, 205 y 208. Inicia operaciones el sistema MetroBus, al cual Transregio se suma a este sistema, por lo cual inician operaciones las rutas 401, 412 y 413.

### 2000
Se crea la Ingeniería (Imagen e Ingeniería Automotriz), empresa encarga de reparar daños en las carrocerías a causas de colisiones, así como de dar mantenimiento por corrosión, pintura dañada o partes que requieren reparación y/o cambios. Nace Regiobus, empresa especializada en la fabricación, reconstrucción y diseño de unidades para el transporte de personas, además de remolques, cajas cerradas, estaquitas, plataformas y casetas móviles. También surgen las filiales con Centro Social GALES y Centro de Valuación y Siniestros (INGENIA), en noviembre se crea también un centro de capacitación incorporado a la SEP y a la SCT, (CECAP).

### 2001
Conmemorando el 60 aniversario de la empresa, Grupo Empresarial Martínez Chavarría García cambia su imagen dando pie al nacimiento de Grupo Transregio.

### 2003
Se integran las empresas AMPESA e Imagen Dinámica.

### 2004
La empresa MARJA cambia de nombre a NAPA.

## Rutas de Transregio[2][3]
| Ruta             | Ramal (Recorrido)                                                   | Imagen de la unidad |
| ---------------- | ------------------------------------------------------------------- | ------------------- |
| Ruta 2           | Guadalupe - Lincoln                                                 |                     |
| Ruta 7           | Escobedo - Centro. Real de Palmas - Estación Sendero (RUTA EXTINTA) |                     |
| Ruta 9           | Santa Martha - Alameda (RUTA EXTINTA)                               |                     |
| Ruta 10          | Valle de Lincoln - Centro (RUTA EXTINTA)                            |                     |
| Ruta 14          | Escobedo - La Pastora (RUTA EXTINTA)                                |                     |
| Ruta 21          | Barrio Acero - Centro. Barrio Santa Isabel - Centro (RUTA EXTINTA)  |                     |
| Ruta 23          | Cedros - Cintermex. Cumbres - Centro                                |                     |
| Ruta 25/Ruta 335 | Álvaro Obregón - Guadalupe (RUTA EXTINTA)                           |                     |
| Ruta 27          | Valle Verde - Punta de la Loma (RUTA EXTINTA)                       |                     |
| Ruta 35          | Lincoln - Centro. Ruiz Cortines - Centro (RUTA EXTINTA)             |                     |
| Ruta 37          | Niño Artillero                                                      |                     |
| Ruta 38          | Libramiento y Paraje San José                                       |                     |
| Ruta 39          |                                                                     |                     |
| Ruta 64          | Paseo de los Leones - Escobedo                                      |                     |
| Ruta 65          | Lázaro Cárdenas (RUTA EXTINTA)                                      |                     |
| Ruta 81          | Coyote-Sun Mall Pablo Livas (RUTA EXTINTA)                          |                     |
| Ruta 83          | Rehiletes                                                           |                     |
| Ruta 138         | San Blas                                                            |                     |
| Ruta 204         | San Bernabé-San Pedro (RUTA EXTINTA)                                |                     |
| Ruta 205         | San Bernabé - La Fe                                                 |                     |
| Ruta 206         | San Bernabé - Punta de la Loma                                      |                     |
| Ruta 208         | Escobedo-San Rafael                                                 |                     |
| Ruta 215         | Ecovía Churubusco - Xochimilco (RUTA EXTINTA)                       |                     |
| Ruta 401         | 18 de Octubre/Vergeles                                              |                     |
| Ruta 412         | Valle de Lincoln                                                    |                     |
| Ruta 413         | Gloria Mendiola (RUTA EXTINTA)                                      |                     |